# Bissa

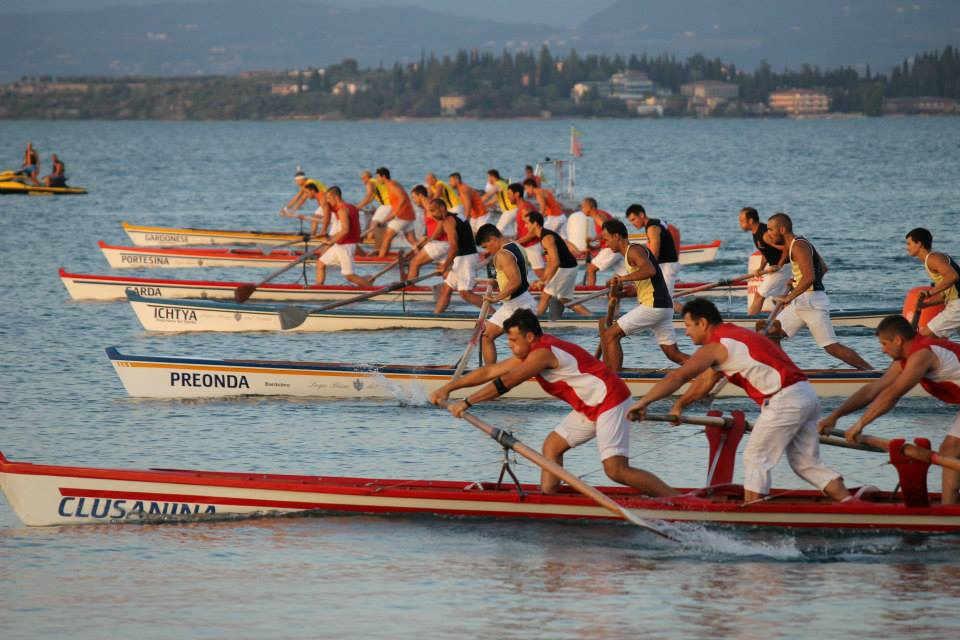
Partenza di una gara del Campionato "Bandiera del Lago"

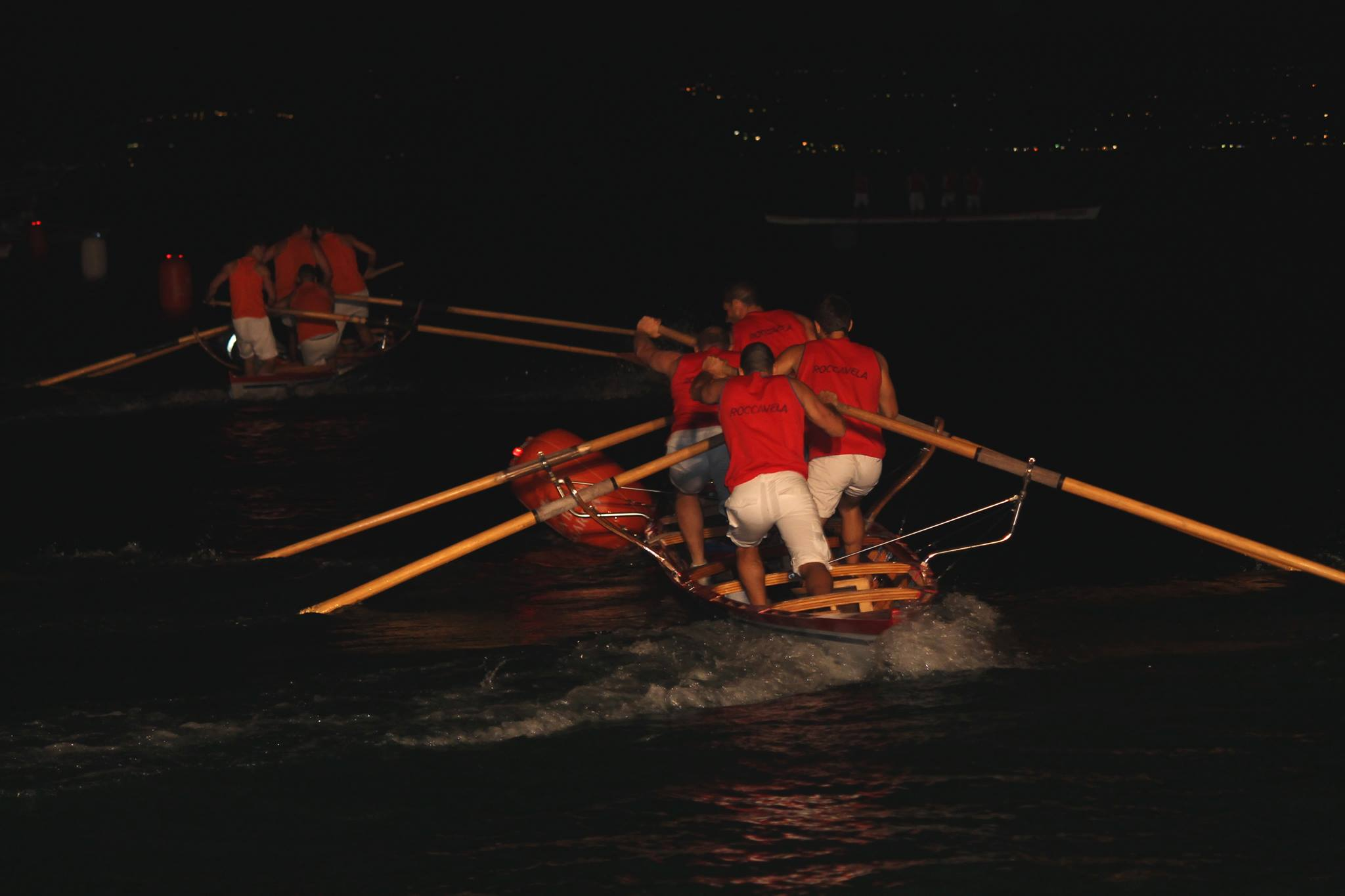
Il gesto tecnico del Giro Boa

La bissa è una tipica imbarcazione gardesana, utilizzata nella voga in piedi o voga veneta.
L'imbarcazione è lunga circa 10,5 metri, ha un fondo piatto e dispone di 4 scalmi (denominati forcole), uno per ciascuno dei rematori in piedi (vogata di punta). L'assenza di una chiglia, oltre a consentire una notevole maneggevolezza, conferisce anche maggiore stabilità al mezzo. Da secoli è una tradizionale imbarcazione da pesca e (con opportuni accorgimenti) da competizione nei paesi che si affacciano sul lago di Garda.
Ogni estate, dal 1968, la Lega Bisse organizza sul lago di Garda e sul lago d'Iseo un campionato in notturna denominato "Bandiera del Lago" che vede impegnati gli armi dei maggiori centri lacustri gardesani ed iseani. Le regate si tengono da giugno ad agosto nelle acque antistanti la cittadina ospitante. Il percorso è lungo circa 1 400 metri ed è costituito da 6 corsie parallele di circa 350 metri, da percorrere per quattro volte. Tre sono i giri boa, che richiedono una tecnica particolare, dal momento che i rematori devono far ruotare sul proprio asse un'imbarcazione lunga 10,5 metri.
Dal 2012 sono entrate a far parte del campionato "Bandiera del Lago" anche imbarcazioni vogate da equipaggi femminili.
Negli ultimi anni il livello di atletismo dei rematori è aumentato sempre di più, grazie anche alla F.I.C.S.F. (Federazione Italiana Canottaggio Sedile Fisso) che grazie al confronto con altre realtà remiere nazionali ha portato alla crescita sportiva anche nelle bisse.
Le bisse vengono tradizionalmente ospitate anche nell'ambito di importanti rassegne internazionali, come la Vogalonga oppure la Regata Storica di Venezia.

## Collegamenti esterni

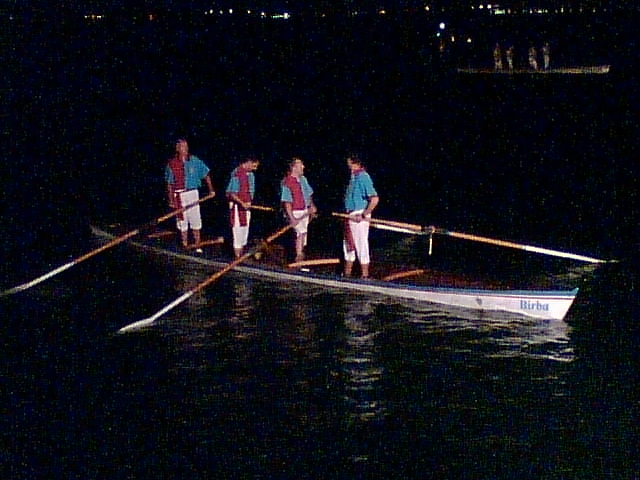
Bissa con equipaggio in acqua prima della regata